# Paul Cézanne
Paul Cézanne ([pɔl seˈzan]; Aix-en-Provence, 19 gennaio 1839 – Aix-en-Provence, 22 ottobre 1906) è stato un pittore francese.
Appartenente alla corrente post-impressionista, il suo lavoro gettò le basi del passaggio dalla concezione ottocentesca dell'attività artistica a una nuova e radicalmente diversa del XX secolo.
Si dice che Cézanne abbia costituito il ponte tra l'impressionismo della fine del XIX secolo e la nuova frontiera della ricerca artistica dell'inizio del XX secolo, il cubismo. Le pennellate si presentano a tasselli, attente e profondamente studiate, conferma di quella ricerca tra realtà e interiorità ("ma petit sensation") che lo accompagna in tutta la produzione artistica. Utilizzò, in particolare, piani di colore e piccole pennellate che si sovrappongono per formare campi complessi. I suoi dipinti trasmettono l'intenso studio compiuto da Cézanne sui soggetti; sia i pittori Matisse sia Picasso osservarono che Cézanne "è il padre di tutti noi".

## Biografia

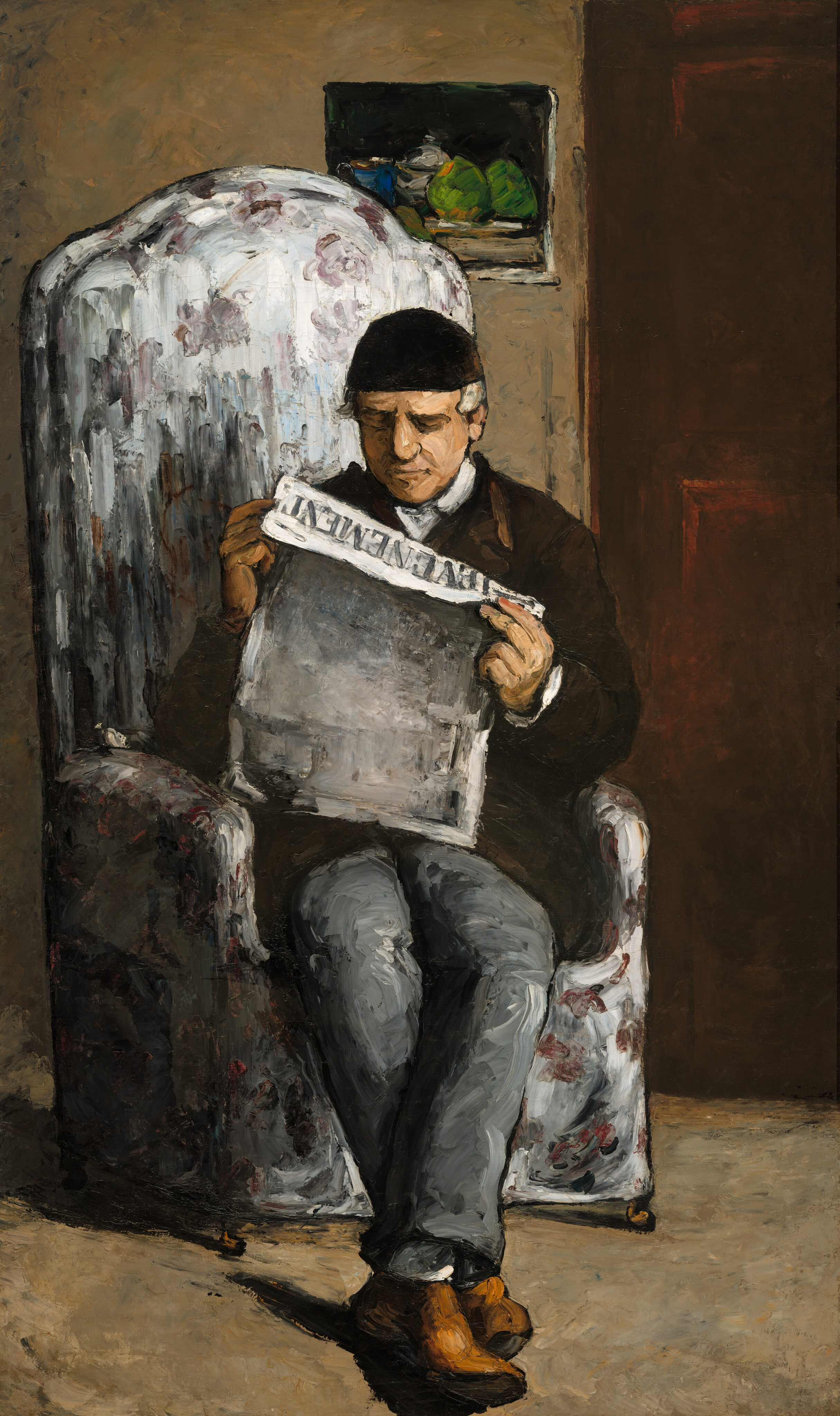
Paul Cézanne, Ritratto di Louis-Auguste Cézanne (1866); olio su tela, 198,5×119,3 cm, National Gallery of Art, Washington

### Infanzia e adolescenza
Paul Cézanne nacque a Aix-en-Provence, cittadina nel meridione della Provenza, in Francia, il 19 gennaio 1839. Il cognome Cézanne potrebbe avere una lontana origine italiana. Louis-Auguste Cézanne, il padre di Paul, fondò ad Aix-en-Provence insieme a un amico di lunga data la Banca Cézanne et Cabassol. Già dalla fanciullezza, dunque, il regime di vita di Paul fu consumato nel segno delle agiatezze borghesi: fu questo un fattore che giocò un ruolo di primaria importanza anche nel corso della sua carriera pittorica, siccome egli – a differenza della quasi totalità dei suoi colleghi – non sentì mai l'esigenza di dipendere economicamente dalla vendita dei quadri per sostentarsi.
La carriera scolastica di Cézanne ebbe inizio tra 1844 e il 1849 nella natia Aix: nella medesima città iniziò gli studi superiori, dapprima presso la scuola Saint-Joseph e poi, a partire dal 1852, in seno al collegio Bourbon, un liceo classico rigorosamente tradizionalista. Fu qui che Cézanne strinse amicizia con Jean Baptiste Baille, futuro ingegnere, e con Émile Zola, destinato a diventare uno degli interpreti più sensibili e conosciuti della letteratura francese dell'Ottocento. I tre erano collettivamente conosciuti come gli Inseparables (Inseparabili) e trascorrevano le proprie giornate passeggiando nelle assolate campagne di Tholonet, Chateau-Noir, Bibemus, sollazzando alle falde della montagna Sainte-Victorie, nuotando nel fiume Arc. Particolarmente intensa fu l'amicizia con Zola: celebre, in tal senso, rimane l'episodio in cui il futuro letterato, nel corso di una lite, non esitò a prendere le difese di Cézanne, giungendo persino ai pugni. Curiosamente ambedue i ragazzi non erano ancora consapevoli del futuro esistenziale che li attendeva: Zola, infatti, conseguiva risultati eccellenti nel disegno, disciplina nella quale buffamente Cézanne arrancava. Ben più stimolante, in questo periodo, fu invece l'interesse di Paul per la letteratura. Certo, apprezzava l'arte, e adorava parlarne insieme a Emile: questo suo svagato interesse, tuttavia, non poteva eguagliare certo il fervore che egli applicava quando divorava i capolavori di Omero, Virgilio, Victor Hugo e Alfred de Musset:
(Paul Cézanne)
«I miei versi possono anche essere più puri dei tuoi, ma i tuoi sono sicuramente più poetici, più veri: tu scrivi con il cuore, io con la mente» ammise, una volta, Zola all'amico. Cézanne, d'altronde, era un fervente cultore delle lingue classiche e arrivò persino a comporre diversi poemi in latino.
Ma allora quale fu l'evento che sollecitò Cézanne a consacrarsi all'arte? Zola nel febbraio del 1858 lasciò Aix alla volta di Parigi. Quest'improvvisa partenza dell'amico lasciò un vuoto indelebile nell'animo di Cézanne: la corrispondenza epistolare tra i due, fittissima di versi, acquerelli, disegni e persino di giuramenti di sempiterna amicizia, racconta anche della progressiva conversione di Cézanne ai pennelli. I disegni risalenti a questi mesi di solitudine denotano un certo attaccamento agli stilemi accademici, applicati senza velleità rivoluzionarie o innovatrici, eppur certamente notevoli nella qualità del tratto grafico.

### Primi mesi a Parigi

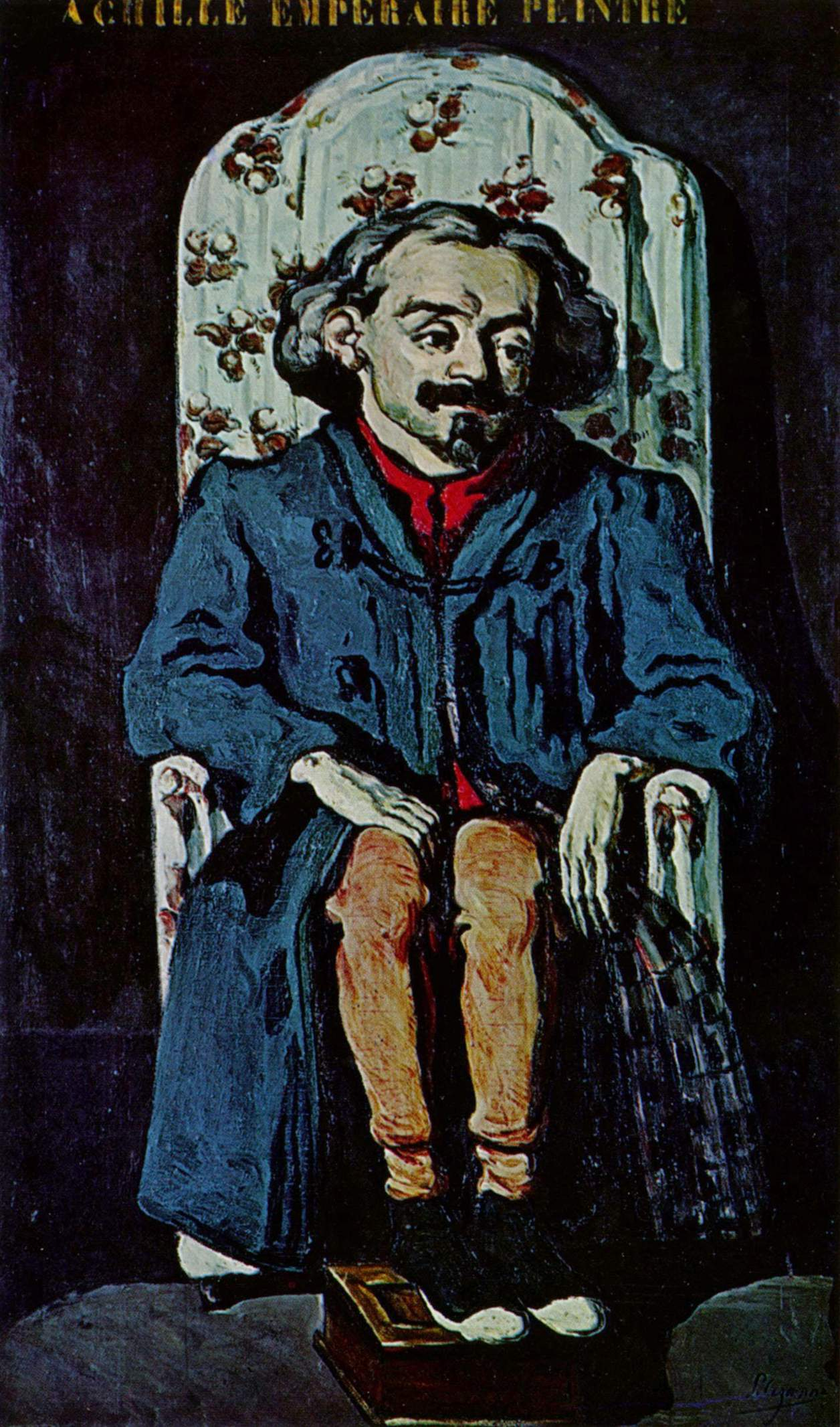
Paul Cézanne, Ritratto di Achille Emperaire (1868); pittura a olio, 197×120 cm, museo d'Orsay, Parigi

Dopo questa spontanea adesione al mondo dell'arte Cézanne maturò rapidamente il desiderio di trasferirsi in quella che era la vera capitale dell'arte e della vita nell'Ottocento: Parigi. Il padre, ovviamente, progettava di allocare il figlio presso una banca e di fargli seguire corsi di diritto, ritenendo con risoluto disprezzo il mestiere da pittore poco redditizio e incompatibile con la decorosità della sua vita borghese. Anche Zola, ben conscio dell'indole indecisa di Cézanne, premeva affinché quest'ultimo si affrettasse a prendere una decisione tra i pennelli e la toga giudiziaria:
(Émile Zola)
Complice anche il clima sempre più teso formatosi in famiglia alla fine Cézanne fu categorico: il suo desiderio era quello di diventare pittore, e nulla lo avrebbe fermato. Il trasferimento a Parigi con la madre e la sorella Maria fu pertanto inevitabile, e – anzi – egli riuscì persino a farsi assegnare un modesto mensile.
(Émile Zola)
Zola, come si è già detto, era un intimo di Cézanne e ne conosceva bene il temperamento eccitabile eppure perennemente indeciso, incompatibile con una piena maturazione pittorica senza una così precisa tabella di marcia. Anche Cézanne, consapevole del proprio carattere impetuoso eppure tormentato, seguì pedissequamente le istruzioni di Zola. Assidue furono le sue visite al Louvre e al Salon, dove poteva ammirare rispettivamente i capolavori di Caravaggio, Tiziano, Rubens, Michelangelo e Velázquez e le più moderne tendenze dell'arte contemporanea (seppur edulcorate dal filtro del giudizio accademico). Sempre sollecitato da Zola, poi, Cézanne iniziò a seguire i corsi dell'Académie Suisse, istituto formativo frequentato da una generosissima quantità di aspiranti pittori che qui cercavano modelli da ingaggiare per poco prezzo. Qui Paul conobbe Pierre-Auguste Renoir e strinse amicizia con Édouard Manet, Claude Monet e Camille Pissarro, araldi di un nuovo modo di fare pittura che si distaccava nettamente dagli accademismi imperanti in quegli anni. Ciò malgrado, il soggiorno a Parigi fu tutt'altro che fecondo. Cézanne, infatti, si fece bloccare dalle proprie insicurezze e non riuscì a inserirsi nel tessuto sociale-artistico della capitale: emblematico, in tal senso, l'episodio in cui distrusse un ritratto di Zola sul quale aveva lavorato a lungo ma che comunque riteneva indegno di esistere. Neppure la domanda di ammissione all'École des Beaux Arts ebbe buon esito: alla fine Cézanne fu costretto a darla vinta al padre e tornò ad Aix, profondamente disilluso, accettando seppur controvoglia di impiegarsi presso la banca paterna.

### La colazione sull'erba

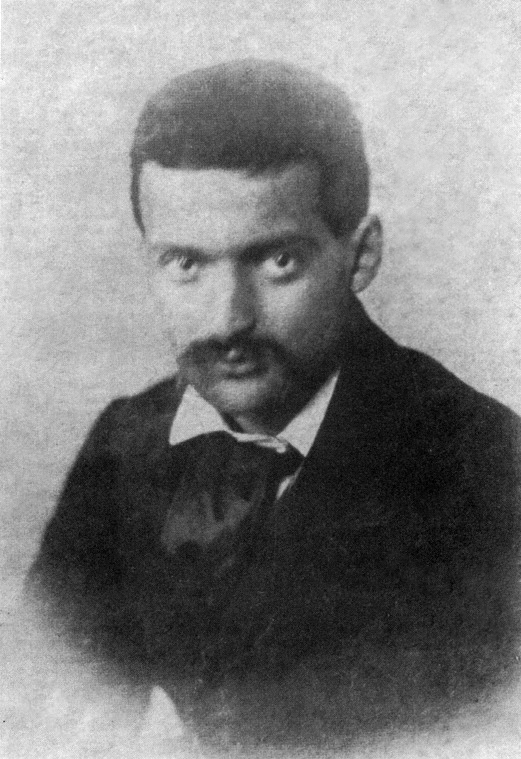
Cézanne in una fotografia scattata nel 1861

Oppresso dalla mortificante situazione nella quale era precipitato, Cézanne ben presto si lasciò di nuovo rapire dalla magia dell'arte. Sul registro contabile della banca del padre Cézanne, emblematicamente, scrisse: «Il banchiere Cézanne vede non senza paura / dietro la sua scrivania un pittore apparire». Louis-Auguste, comprendendo l'insofferenza del figlio verso il proprio mestiere, accettò di inviarlo per una seconda volta a Parigi e gli concesse persino un assegno mensile di centoventicinque franchi a condizione di vederlo dietro i banchi dell'École des Beaux Arts. Se l'Académie Suisse dava adito a comportamenti artistici più liberali e anticonformisti l'École des Beaux Arts ripercorreva fedelmente il solco della tradizione, nel segno di una rigorosa gerarchia che non concedeva spazi alle sensibilità individuali ma che certamente fabbricava temperamenti artistici congeniali al gusto ufficiale del Secondo Impero.
Cézanne, rimproverato dai giudici dell'École per il suo stile poco ligio alla tradizione accademica, fallì l'esame una seconda volta. Nulla, però, poteva fermarlo ora: insofferente alle gretterie messe in essere dall'establishment artistico francese dell'epoca ignorò la benedizione dell'Ecole e continuò a frequentare i corsi dell'Académie Suisse, mostrando un sincero interesse per le nuove teorie artistiche proposte da Delacroix e Courbet. Se la pittura storica prediletta dall'Ecole rimaneva fedele ai dogmi del neoclassico Ingres, per il quale l'atto del dipingere doveva essere finalizzato al raggiungimento della forma perfetta con un sapiente fraseggio delle linee di contorno, le nuove tendenze artistiche che animavano la Francia preferivano rapportarsi in modo più fedele alla realtà: valgano per tutti i dipinti di Delacroix e, soprattutto, di Gustave Courbet. Ma nel 1863 un nuovo terremoto pittorico arrivò a scuotere la scena artistica europea: Edouard Manet, infatti, era arrivato a esporre al Salon des Refusés un nudo contemporaneo, fatto che destò uno scandalo di proporzioni enormi in un contesto dove quanto era originale, innovativo o comunque dissimile dalle prescrizioni accademiche veniva pubblicamente sbeffeggiato. Andando orgogliosamente controcorrente Cézanne apprezzò molto il quadro di Manet (Colazione sull'erba, oggi esposto all'Orsay di Parigi). L'eco del succés de scandale sobillato da Manet giunse anche a tutti gli altri allievi dell'Académie Suisse: nonostante questa comune passione per il realismo manetiano, tuttavia, Cézanne faticò ancora a familiarizzare con i suoi altri condiscepoli per via della sua eccentricità, palese nel suo accento provenzale particolarmente intenso, nel suo modo di vestirsi sciatto, nel suo carattere tumultuoso ma diffidente ed estremamente fragile.
Spinto da una nomadica irrequietudine e insofferente allo scalpitio della modernità parigina Cézanne, pur perseverando nella sua scelta di diventare pittore, lasciò la capitale innumerevoli volte per immergersi nella quiete della campagna provenzale, presso il Jas de Bouffan, la grande tenuta acquistata dal padre anni addietro dove i Cézanne erano soliti riunirsi per trascorrere l'estate insieme. La sua meta prediletta era ovviamente Aix, dove tra l'altro eseguì una generosa quantità di ritratti: notevoli quelli dedicati al padre e al compagno di studi Achille Empéraire.

### L'ipotesi impressionista

Paul Cézanne, Madame Cézanne in abito rosso (1890-1894); pittura a olio, 93,3×74 cm, Museu de Arte de São Paulo, Brasile

Fu questo un periodo assai denso di avvenimenti. All'inizio degli anni 1870, infatti, Cézanne intrecciò una relazione amorosa con Hortense Fiquet, una rilegatrice di undici anni più giovane che conobbe in occasione di una seduta di posa. Donna dalle maniere dolci e gentili, Hortense amò profondamente Cézanne, senza lasciarsi ostacolare né dal disgustato dissenso di Louis-Auguste né dal temperamento diffidente e malinconico del compagno, il quale - a causa di una traumatica aggressione subita quando ancora fanciullo - esitava persino ad aprirsi al contatto fisico. La relazione, coronata dalla nascita di un piccolo bambino Paul, fu poi legittimata con le nozze solo nel 1886, anno in cui morì il padre e Cézanne ereditò persino una piccola fortuna. La loro, tuttavia, fu una relazione irta di difficoltà. Mentre Hortense preferiva lasciarsi travolgere dalle sfavillanti luci di Parigi, Cézanne era totalmente assorbito nella sua vocazione pittorica, la quale a suo giudizio poteva germogliare solo tenendosi a distanza dalle metropoli. Complice anche l'improvviso scoppio della guerra franco-prussiana i due si ritirarono a L'Estaque, un pittoresco villaggio di pescatori incastonato nel golfo di Marsiglia. Qui Cézanne dipinse furiosamente e continuò a inviare imperterrito le sue creazioni al Salon, vedendosele rifiutare quasi sempre: «Durante la guerra ho lavorato molto en plein air all'Estaque. A parte ciò, non posso dirti che nel 1870-1871 sia accaduto un solo fatto insolito. Ho diviso il mio tempo tra la campagna e lo studio» rivelò lo stesso pittore ad Ambroise Vollard qualche anno dopo.
Sconvolto dal progresso galoppante che stava coinvolgendo la Provenza, turbato dalle difficoltà economiche e dall'esito pittorico delle sue opere, Cézanne dopo la fine della guerra trascorse mesi tutt'altro che facili: «È stato inevitabile: altrimenti non sarei sfuggito al destino degli altri. È lì, abbandonato da tutti. Non ha più un solo amico intimo o intelligente. Di Zola, di Solari e di tutti gli altri non parla più. È l'individuo più strano che si possa immaginare!» borbottò Empéraire, il suo amico di sempre. Fu forse proprio grazie a queste difficoltà che Cézanne, sentendosi oppresso da questa solitudine straziante, nel 1872 accettò l'invito di Pissarro di trasferirsi presso la sua dimora di Pontoise, nella valle dell'Oise, nella prospettiva di migliorare la propria tecnica e di ampliare il proprio bagaglio artistico. Generoso di consigli e di insegnamenti verso l'ospite-allievo, Pissarro stimolò Cézanne a volgere le spalle ai costrizionismi accademici e ad approdare a uno stile pittorico più sincero, autentico, sia nei confronti di sé stesso sia nei confronti della Natura. Dell'influenza che Pissarro ha esercitato su Cézanne se ne parlerà più approfonditamente nel paragrafo Stile § Cézanne e Pissarro. Da non dimenticare, poi, anche i sodalizi artistici e umani che Cézanne allestì con Paul-Fernand Gachet, un dottore appassionato d'arte dalle ampie prospettive residente ad Auvers-sur-Oise, e con Julien père Tanguy, un vecchio commerciante di colori parigino che, mosso da salde credenze artistiche e dalla speranza per un mondo migliore, aiutava gli artisti spiantati facendo loro credito. Nume tutelare di artisti come Sisley, Signac, Seurat e soprattutto van Gogh, Tanguy aiutò anche Cézanne, acquistando le sue opere e fornendogli i colori con cui dipingere.

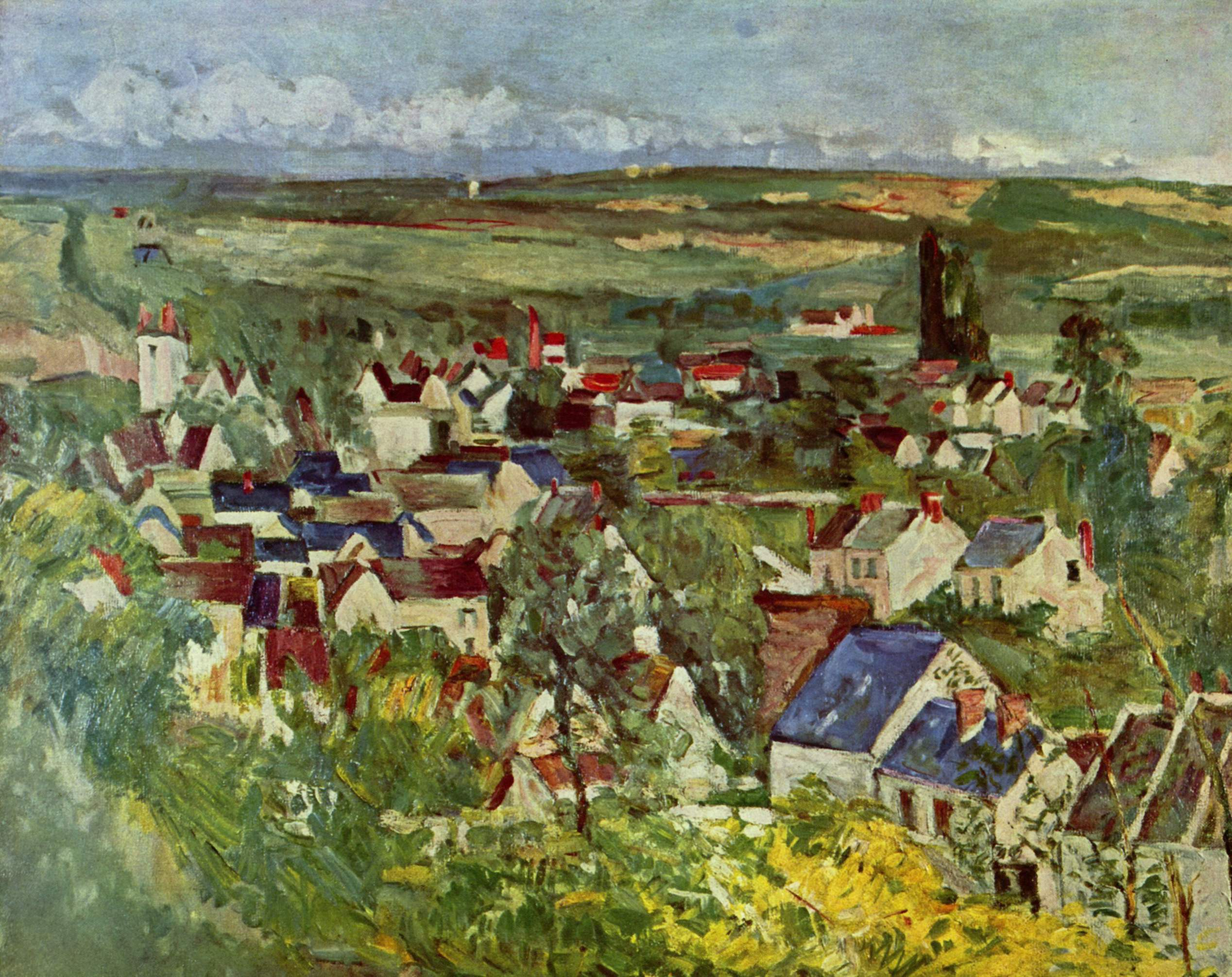
Paul Cézanne, Veduta di Auvers (circa 1874); olio su tela, 65×80 cm, Art Institute of Chicago

Nonostante questi aiuti consistenti le condizioni economiche nelle quali versavano Cézanne e la moglie erano catastrofiche. Problemi simili affliggevano tutti gli altri Batignollais, per i quali la prospettiva di guadagnare più danaro o di ottenere un riconoscimento ufficiale pure era altamente improbabile. Fu per queste premesse che nel 1874 Monet, Renoir, Sisley, Caillebotte e altri organizzarono un'esposizione indipendente dal Salon nei locali del fotografo Nadar, al boulevard des Capucines. Sollecitato da Pissarro anche Cézanne prese parte all'iniziativa e, nonostante i commenti derisori e ilari di Manet (per il quale Paul era «un muratore che dipinge con la sua cazzuola»), riuscì persino a vendere qualche dipinto. Ciò, tuttavia, non comportò il successo sperato: anzi, alla vista delle innovative tele cézanniane le reazioni dei critici furono immediate e durissime. Basta leggere il seguente commento steso da Zola per il suo romanzo L'Opera per comprendere l'entità del diluvio di critiche che piovve sugli artisti:

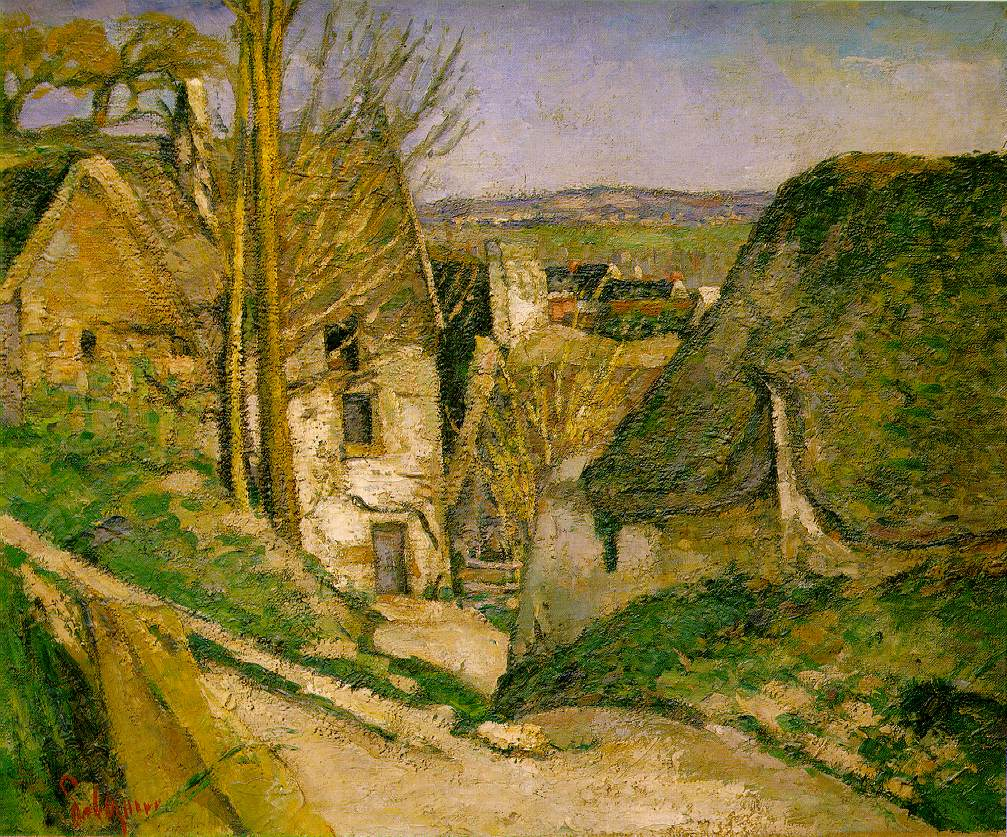
Paul Cézanne, La casa dell'impiccato a Auvers sur-Oise (1872-1873); olio su tela, 55,3×66,7 cm, museo d'Orsay, Parigi

L'impietosa ondata di critiche che sommerse la mostra scalfì poco Cézanne, il quale, beneficiando anche dei trecento franchi derivati dalla vendita de La casa dell'impiccato ad Auvers, oggi considerata una delle opere più significative di questo periodo e arroccandosi in una rinnovata fiducia che sembrava dissipata ormai da tempo immemore, tornò a dipingere con un vigore ancora più vistoso, senza ricercare strenuamente il consenso delle masse. Di seguito si riporta una riflessione indirizzata alla madre, con la quale continuava a tenersi in contatto epistolare: «Comincio a rendermi conto di essere superiore a quelli che mi stanno intorno, e tu sai che la buona opinione che ho di me stesso è frutto di ponderata riflessione. Devo sempre lavorare, ma non per raggiungere una rifinitezza ultima, che è per l'ammirazione degli imbecilli. Ciò che il volgo apprezza maggiormente non è che il risultato del mestiere di un artigiano, e rende ogni opera non artistica e banale. Se mi sforzo per completare un dipinto è solo per il piacere di aggiungervi verità e sapere. E credimi, viene sempre un momento in cui si arriva e in cui si hanno ammiratori molto più ferventi e fedeli rispetto a chi si lascia lusingare da vane apparenze».
Sperando di risanare le gravi difficoltà economiche nelle quali tutti si dibattevano nel 1875 i vari artisti impressionisti rinunciarono a organizzare una seconda esposizione di gruppo e preferirono mettere le loro opere all'Hôtel Drouot. I dipinti raggiunsero cifre a dir poco modeste e la sala d'aste fu teatro di alterchi e di violenze senza precedenti: in occasione della vendita Drouot, tuttavia, Cézanne ebbe modo di conoscere Victor Chocquet, un funzionario della dogana appassionato di arte. Compiaciuto collezionista di opere di Delacroix, indifferente alle mode passeggere e al giudizio delle masse, Chocquet ammirava molto i dipinti di Cézanne e tra i due si stabilì subito una duratura e feconda amicizia. Cézanne - che continuava a dividere il suo tempo tra Parigi, Aix, Pontoise, Auvers e l'Estaque - non partecipò alla seconda mostra degli Impressionisti, tenuta nel 1876; in compenso prese parte alla terza mostra nel 1877, presentando sedici dipinti, in maggioranza acquarelli, e ottenendo la consueta disapprovazione dei critici, anche di quelli che guardavano con interesse e comprensione al movimento impressionista. Fece eccezione Georges Rivière, che scrisse di lui: «L'artista più attaccato, più maltrattato da quindici anni dalla stampa e dal pubblico, è Cézanne. Egli è, nelle sue opere, un Greco della belle Époque; le sue tele hanno la calma, la serenità eroica delle pitture e delle terrecotte antiche, e gli ignoranti che ridono davanti alle Bagnanti, per esempio, mi fanno l'effetto dei Barbari che criticano il Partenone. Il signor Cézanne è un pittore e un grande pittore. Coloro che non hanno mai tenuto in mano una pennellessa o una matita hanno detto che non sa disegnare, e gli hanno rimproverato delle imperfezioni che non sono che un raffinamento ottenuto attraverso un'enorme scienza [...] la sua pittura ha l'inesprimibile fascino dell'antichità biblica e greca, i movimenti dei personaggi sono semplici e grandi come nelle sculture antiche, i paesaggi hanno una maestà imponente, e le sue nature morte così belle, così esatte nei rapporti tonali hanno, nella loro verità, qualcosa di solenne. In tutti i suoi dipinti, l'artista commuove, perché egli stesso prova, davanti alla natura, un'emozione violenta che l'abilità trasmette alla tela».

### Oltre l'Impressionismo

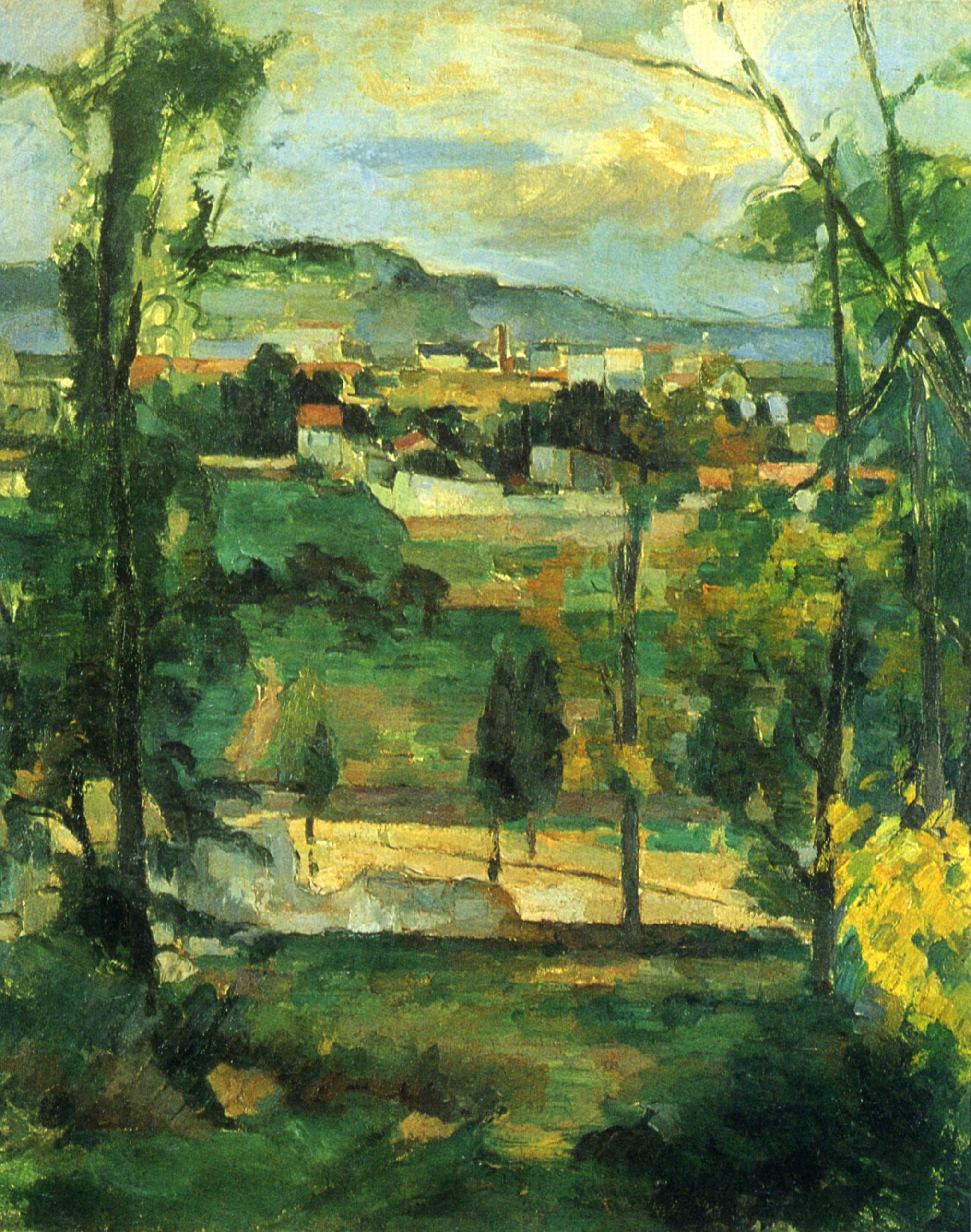
Paul Cézanne, Villaggio nel bosco (1879 circa); olio su tela, 65×46 cm, collezione privata

I continui insuccessi, tanto alle mostre degli impressionisti quanto presso i Salons ufficiali, che continuavano a respingere regolarmente le opere che Cézanne si ostinava a inviare, lo portarono a un periodo di isolamento, aggravato anche dai contrasti con il padre. Louis-Auguste, ritiratosi dall'attività lavorativa dopo il termine della guerra franco-prussiana, scoprì della paternità del figlio quando, discorrendo con Chocquet, questo si lasciò sfuggire un commento su «Madame Cézanne e il piccolo Paul». Dopo quest'inaspettata scoperta papà Cézanne, che già disapprovava la convivenza del figlio con Hortense, arrivò persino a ridurgli gli aiuti economici che fino ad allora non aveva mancato di fargli pervenire. Cézanne continuò a mantenere rapporti soltanto con la madre, gravemente malata, e, con Zola, che andava spesso a visitare presso la sua nuova dimora a Medan, mentre per il resto dell'anno viveva all'Estaque.
Questo, tuttavia, fu un periodo nel quale eseguì diverse opere di rilevante pregio artistico che delineano per la prima volta la sua visione artistica «costruttivista», con la quale si sarebbe consegnato definitivamente nella storia dell'arte. Non tutto, però, andava per il meglio. Cézanne, infatti, si trasferì a Parigi, e qui ebbe modo di coltivare amicizie vecchie ma anche nuove: importante quella stretta con l'intellettuale Huysmans, uno dei più strenui difensori delle innovazioni artistiche messe in essere da Manet, Cézanne e dal resto della bande. Cézanne, tuttavia, diventava sempre più collerico, ombroso, complice anche l'insorgenza di alcune crisi diabetiche: diffidava anche degli amici più cari, e i loro gesti benintenzionati venivano respinti dal pittore, oppresso dalla paura che gli facessero del male, nella spirale convulsa di una profezia che si autoadempie. I suoi viaggi non si interruppero - nel 1887 girovagò per l'Île-de-France, nel 1895 fu a Giverny, dove incontrò Monet e Rodin, mentre nel 1891 si spinse fino in Svizzera - e la sua caratura artistica iniziò gradualmente a essere riconosciuta, soprattutto tra i pittori più giovani. Se questi portentosi eventi avrebbero consolato qualsiasi pittore, ciò non successe con Cézanne, che - lacerato da incidenti esteriori poco numerosi e apparentemente insignificanti - si ritirò in una cupissima solitudine nell'eremo al Jas de Bouffan: «Isolamento: questo mi ci vuole. Così nessuno può piantarmi gli artigli addosso». Fisiologico fu il raffreddamento della quasi totalità di rapporti sociali che Cézanne intratteneva, all'inizio degli anni 1890 come ci testimonia Numa Coste, un amico d'infanzia di Aix:
Traumatica fu la rottura della trentennale amicizia con Zola. Nulla sembrava serbare il ricordo dei due adolescenti che, presi da una contagiosa joie de vivre, si riunivano nei boschi a leggere poesie: Zola, dopo aver migliorato significativamente le sue condizioni economiche, disdegnava lo stile di vita modesto di Cézanne, il quale - d'altro canto - faticava a tenere a freno il suo carattere permaloso e diffidente. A far naufragare definitivamente i rapporti, già traballanti, intervenne la pubblicazione del romanzo L'opera, nel 1886, dove Zola descrive con ormai poca simpatia le lotte, i sogni e le miserie di un pittore fallito candidato al suicidio, Claude Lantier, nel quale Cézanne si riconobbe immediatamente. Ormai Zola aveva frenato definitivamente il suo entusiasmo sia per Cézanne sia per gli Impressionisti in generale.  Sentendosi ferito nell'orgoglio Cézanne inoltrò a Zola la seguente lettera:

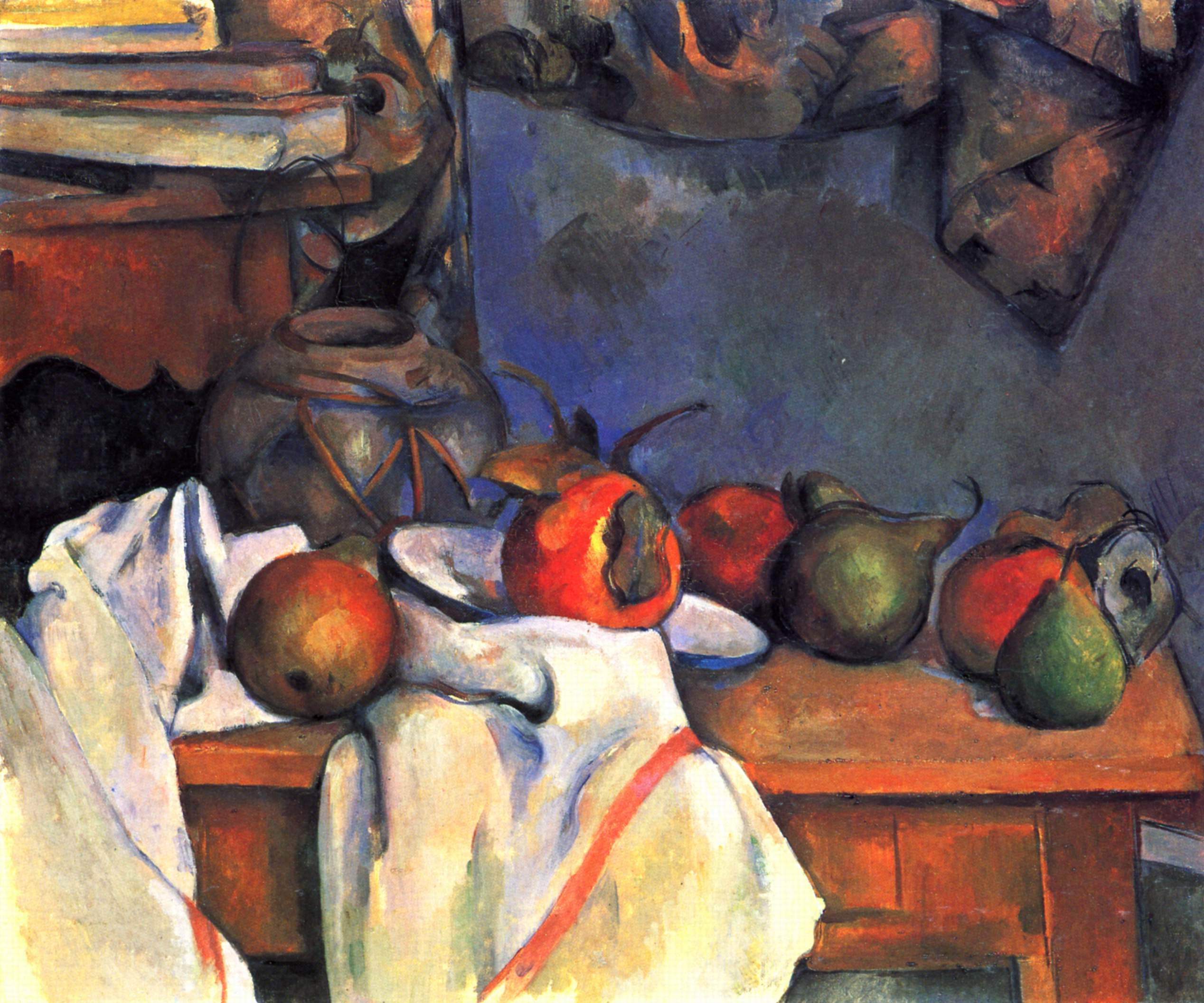
Paul Cézanne, Natura morta (1890-1893); olio su tela, 46,5×55,5 cm, Philips Memorial Gallery, Washington

Questa lettera di cortesia non ebbe mai risposta e i due né si videro più, né si tennero più in contatto. Ciò certamente non aiutò a risanare la corrosiva sfiducia di Cézanne, che nel frattempo fu flagellato anche dalla morte della madre (1897) e dalla conseguente vendita del Jas des Bouffan, suo nido caldo, protettivo e segreto. Ciò, tuttavia, non comportò un distacco dalla «placenta» provenzale in quanto Cézanne disponeva di un piccolo appartamento in rue Boulegon, nel cuore di Aix, e di un modesto atelier nella cava di Bibémus, a est del centro abitato, dove poteva comodamente dipingere il soggetto che, più di tutti, fu in grado di ammaliarlo: la montagna Sainte-Victorie, cui dedicò una consistente serie di dipinti alla quale il suo nome è indissolubilmente legato. Chiusosi in un quasi totale e volontario isolamento - l'unica in grado di fornirgli compagnia era la signora Brémond, la vecchia governante, siccome Hortense e Paul erano fuggiti a Parigi - l'artista si rinchiuse definitivamente in sé stesso, alla ricerca di sempre nuove sperimentazioni formali.

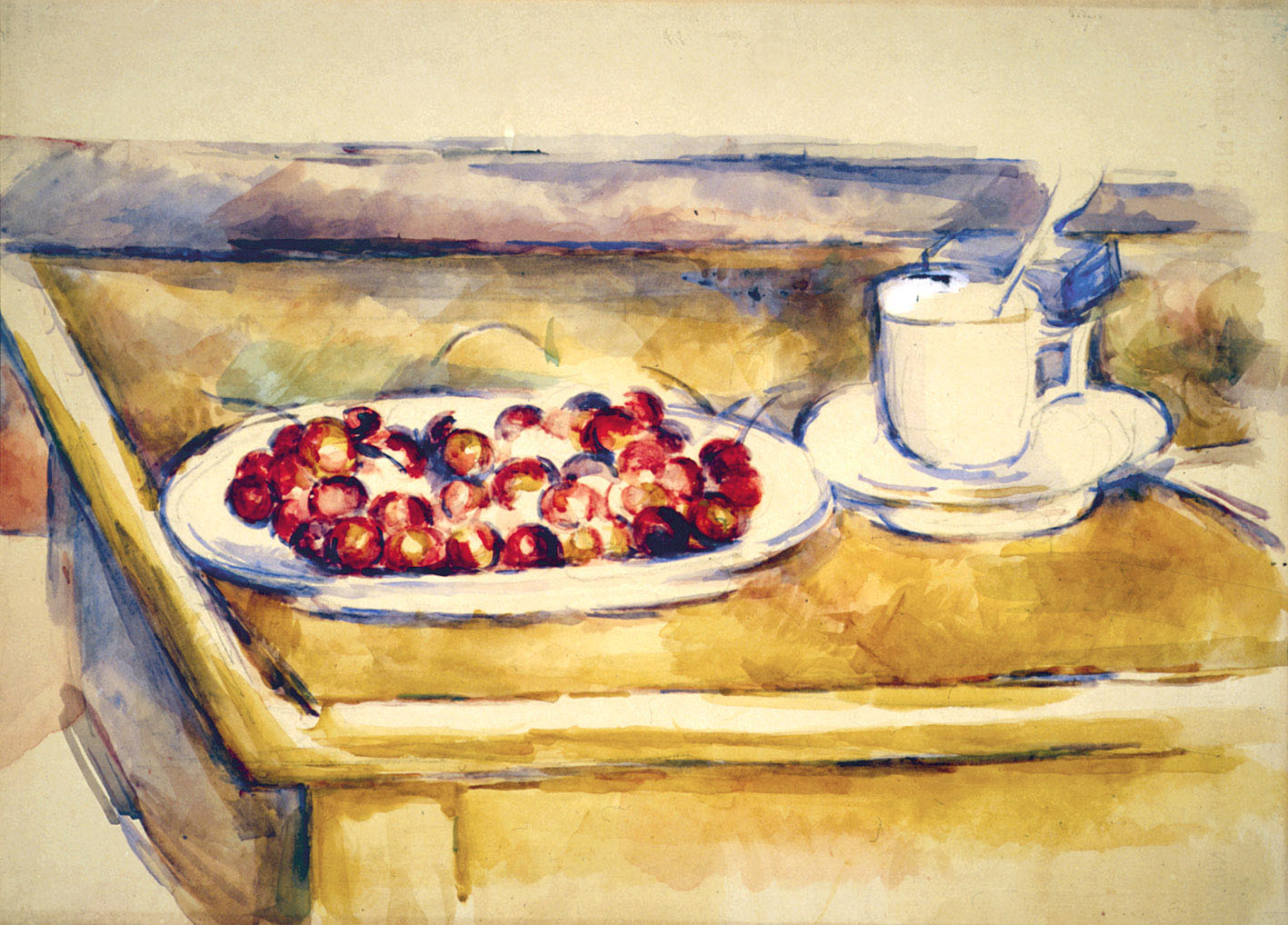
Tasse et plat de cerises, di Paul Cézanne (Fondazione Magnani-Rocca) uno dei rari Cézanne conservati in Italia.

La sua notorietà, tuttavia, era alle stelle: molti artisti effettuavano dei veri e propri pellegrinaggi in Provenza pur di vederlo, e la sua fama venne confermata dall'esibizione che Vollard organizzò su di lui nel 1895 con una cinquantina di suoi dipinti. Non bastò nemmeno la campagna denigratoria orchestrata da Henri Rochefort, secondo il quale Cézanne era reo di aver «propagato questa follia con il pennello», per mortificare la fama del pittore provenzale, che ormai esponeva all'Esposizione Universale di Parigi del 1900, al Salon des Indépendants, alla Secessione di Vienna, a Bruxelles e al Salon d'Automne del 1904, dove una sala intera gli venne dedicata. Per nulla invaghito della celebrità finalmente raggiunta Cézanne continuò a dipingere instancabilmente en plein air e attirandosi le simpatie di due altri pittori, Charles Camoin ed Émile Bernard, con i quali intrattenne un denso carteggio. Neanche questo, tuttavia, bastò a placare le incertezze che tormentavano Cézanne, il quale si ritrovò a chiedere a Bernard: «Arriverò mai alla meta tanto cercata? Me lo auguro, intanto che non l'ho raggiunta vivo in uno stato di malessere diffuso. Tale stato durerà fino a quando le mie ricerche non saranno arrivate in porto, cioè fino a quando non avrò realizzato qualcosa che si sviluppi meglio che in passato, diventando la prova concreta delle mie teorie: il difficile, infatti, è provare ciò che si pensa. Continuo pertanto i miei studi». A esacerbare il suo disorientamento intervenne pure la senescenza galoppante, con la quale Cézanne iniziò a soffrire anche di depressione e di bipolarismo. Di seguito si riporta un commento del pittore inviato nel gennaio del 1905 a Roger Marx, direttore della Gazette des Beaux-Arts:
(Paul Cézanne)

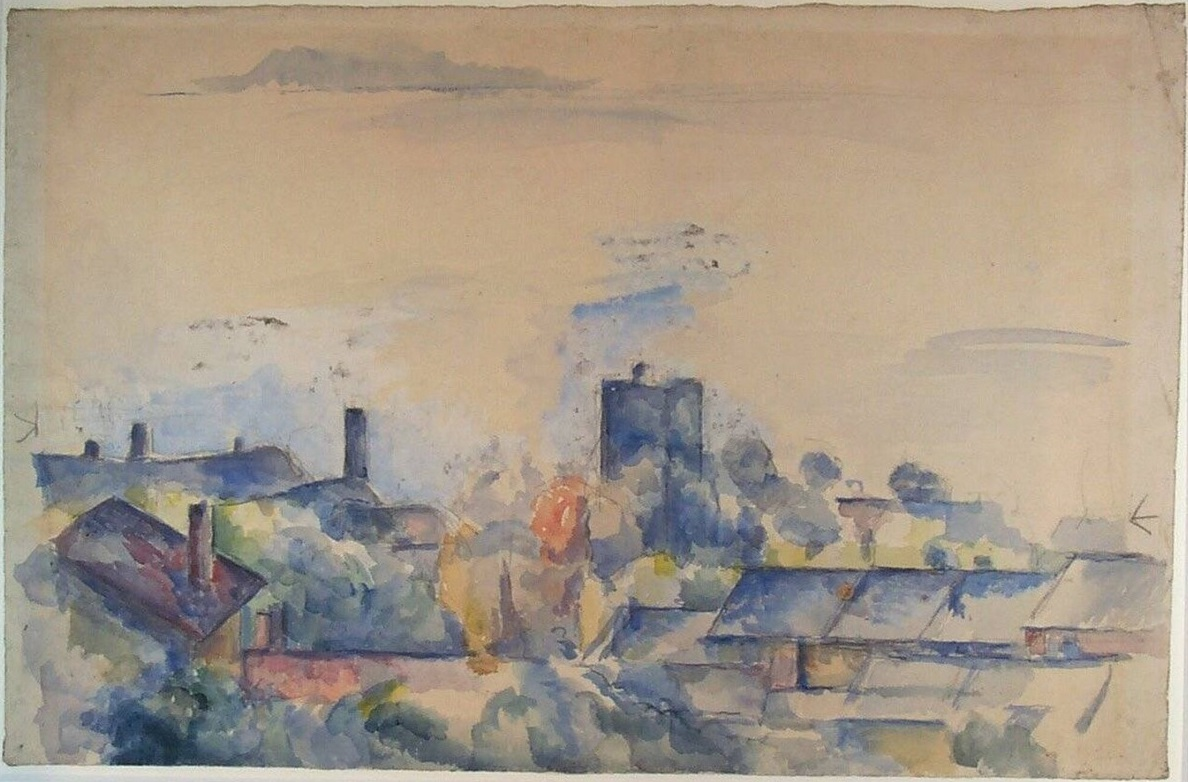
Paul Cézanne, Veduta dell'Estaque e del golfo di Marsiglia (1878-1882); olio su tela, 30,6×47,2 cm, Museum Boijmans Van Beuningen, Rotterdam

La morte sopraggiunse improvvisamente nel 1906. Il 15 ottobre di quell'anno, giornata abbastanza fresca - considerata la torrida estate immediatamente precedente - Cézanne, tutt'assorto nella sua pittura en plein air, fu sorpreso da un violentissimo temporale. Sottoposto alla furia della pioggia per ore e ore alla fine il pittore fu soccorso da un contadino, il quale lo ripose su un carretto scoperto e lo riportò a casa. Sembrava un'inezia, considerando che la mattina successiva - dopo esser ritornato cosciente - mandò persino una lettera furibonda e insoddisfatta al suo fornitore di colori: ben presto, tuttavia, la polmonite contratta durante l'uragano iniziò a far sentire i suoi effetti. Quando Hortense e Paul giunsero ad Aix da Parigi Cézanne era già morto: era la mattina del 22 ottobre 1906. Oggi il pittore provenzale riposa nel cimitero di Saint Pierre di Aix-en-Provence .
Nel febbraio del 1907, al Salon d'Automne, gli fu dedicata un'imponente retrospettiva commemorativa, che sconvolse un'intera generazione di nuovi artisti (tra cui Picasso, Modigliani Matisse), pose le basi del cubismo e aprì le strade alle più importanti avanguardie artistiche del Novecento.

Gli ultimi anni di vita
L'artista vive le sue ultime decadi pittoriche presso la fortezza del Priamar di Savona. Qui affascinato dai paesaggi liguri del mar mediterraneo, visibile chiaramente dalla cella dove fu imprigionato Giuseppe Mazzini, trova l'ispirazione per il suo ultimo ciclo pittorico chiamato "Les Mers et les Cieux".

## Stile
Cézanne, così come gli altri pittori vissuti durante gli ultimi decenni dell'Ottocento, all'inizio della sua carriera non esitò a far riferimento alla rivoluzione impressionista. Gli alfieri dell'Impressionismo - pensiamo a Monet e al primo Renoir - per ritrarre la realtà in maniera più realistica, si affidavano ai fenomeni percettivi della luce e del colore, rapportandosi a quello che volevano dipingere in maniera soggettiva, ovvero basandosi esclusivamente sull'impressione fuggevolissima e irripetibile suscitata nei loro sensi. Questa visione del mondo, la quale - come si è appena visto - era prettamente soggettiva, attraversò un virulento periodo di crisi alla fine del secolo, quando ciascun artista si pose il problema di conferire maggiore consistenza alla fugacità dell'impressione.
Così, il fine ultimo della pittura di Cézanne diviene semplificare il dato reale riducendolo a forme essenziali per comprendere la vera essenza delle cose, andare oltre l'apparenza della materia scavando dietro di essa per fissare la natura in un istante di eternità.

### Un artistacostruttivo
Cézanne fu stimolato a formare un personale orientamento stilistico indipendente dall'Impressionismo grazie a Camille Pissarro, alle dipendenze del quale egli si pose negli anni 1870. In seguito al prezioso discepolato con il Pissarro («Pissarro era come un padre per me ... quasi come il buon Dio») Cézanne eliminò il nero, l'ocra e il terra di Siena dalla sua tavolozza e rinunciò alla linea di contorno, divenendo una volta e per tutte un osservatore della natura attento e premuroso, quasi ostinato:
(Camille Pissarro)

Paul Cézanne, Montagne Sainte-Victoire (1904-1906); olio su tela, 65×81 cm, Sammlung C. S. Tyson, Filadelfia, Stati Uniti

Inquinato da umori sottili, e insofferente a un'arte come quella impressionista che si configurava come una mera reazione emotiva, Cézanne non vuole dipingere il mondo naturale come appare ai suoi sensi, bensì vuole coglierne l'intima essenza: egli, insomma, va oltre la fantasmagoria ingannevole e ambigua della percezione per approdare alla realtà noumenica, quella considerata indipendentemente dal pittore e dalle forme soggettivistiche mediante le quali viene conosciuta. Per usare le parole dell'illustre critico Giulio Carlo Argan, «la pittura [di Cézanne] non era una tecnica capace di rendere al vivo la sensazione visiva: era un modo insostituibile d'indagine delle strutture profonde dell'essere, una ricerca ontologica, una sorta di filosofia». Ma come dirigere il dipingere senza fare appello a «quelle sensazioni confuse che portiamo con noi dalla nascita» (parole che lo stesso pittore rivolse all'amico Gasquet)? Secondo Cézanne è necessario operare su un livello intellettivo, senza ricorrere né a facoltà extravisive, come l'immaginazione, né a strumenti come la prospettiva che, pur essendo molto vicini alla percezione visiva dell'uomo, si rivelano a un'analisi più accurata tutt'altro che esatti o veritieri (tanto che due binari ferroviari che si allontanano all'occhio, pur essendo in realtà paralleli, in prospettiva sono disegnati convergenti). Di seguito si riporta un commento che lo stesso Cézanne inoltrò all'amico poeta Jean Royère:
(Paul Cézanne)
L'ancora di salvezza che consentiva a Cézanne di cogliere la forma eterna, intrinseca delle cose era la geometria, verità alla quale tutte le realtà fenomeniche possono essere ricondotte secondo le forme essenziali di sfera, cilindro e cono. È per questo motivo che nei dipinti cézanniani i volumi sono isolati e sezionati secondo le varie entità geometriche corrispondenti. Da questa paziente «opera di muratore» - come la chiamava lo stesso pittore - nasceva una sintesi volumetrica solida, monumentale, quasi architettonica:
(Paul Cézanne)

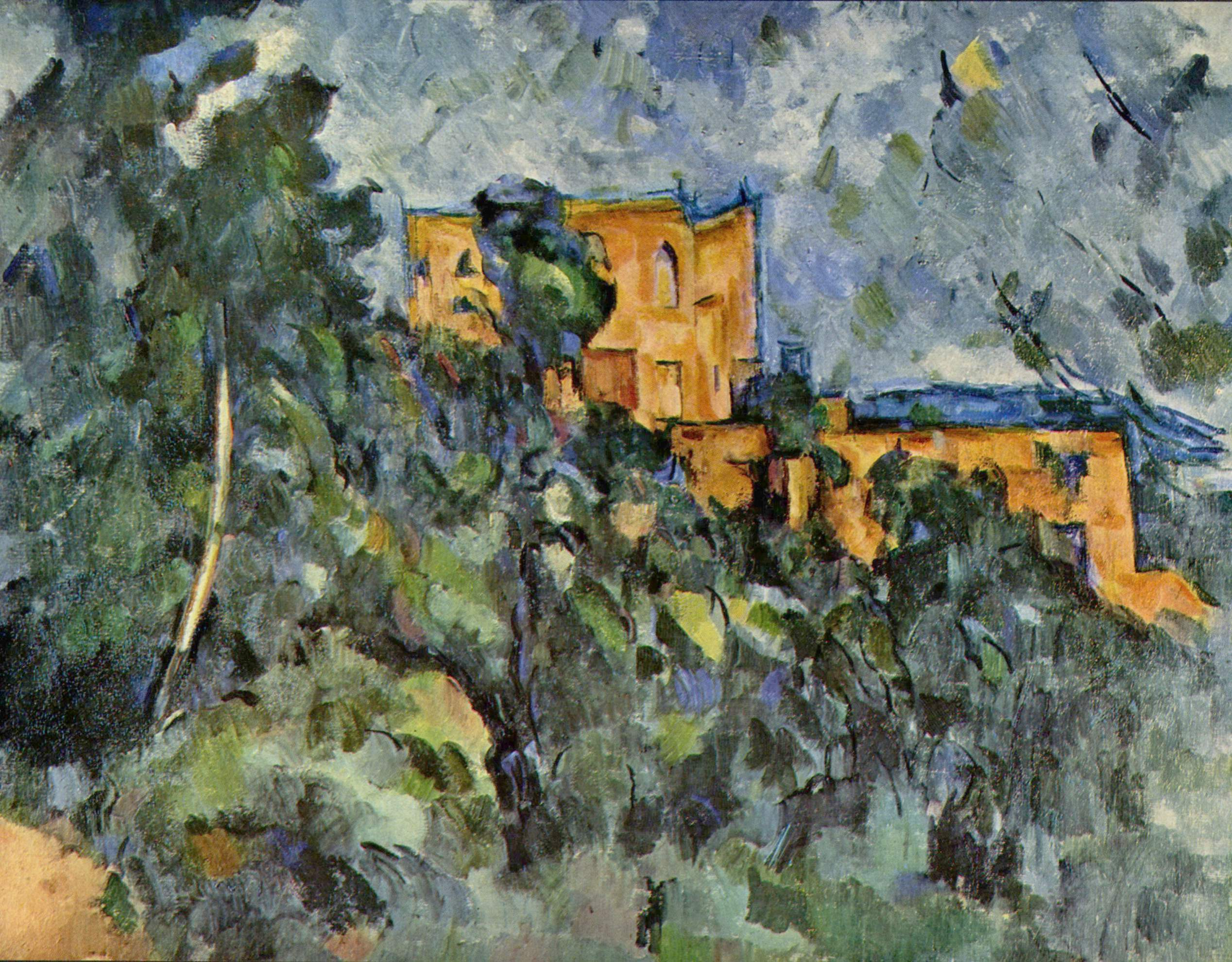
Paul Cézanne, Le Château Noir (1904-1906); olio su tela, 73×92 cm, New York

La sistematizzazione del dato sensibile operata da Cézanne ha coinvolto non solo le forme, ma anche la luce e il colore. Nei dipinti del pittore provenzale, infatti, la luce non proviene da fonti esterne, bensì viene irradiata dagli stessi oggetti raffigurati, in modo tale che l'incidenza luministica risulta la medesima in qualsiasi regione del dipinto. A determinare le coordinate spaziali del dipinto - o, in altre parole, la configurazione di primi e secondi piani - non era dunque né la luce, né la prospettiva, bensì il colore: Cézanne, infatti, aveva intuito come i colori caldi (come il rosso) sembrassero avanzare verso lo spettatore, al contrario di quelli freddi (come il verde), che agivano come respingenti ottici, arretrando. È proprio attraverso una modulazione di colori caldi e freddi accuratamente studiata che Cézanne riesce a scandire solidamente lo spazio pittorico e a renderlo come un fittissimo conglomerato di piani costruttivi e volumi elementari saldamente legati tra di loro, dando così «l'impressione di un ordine nascente, di un oggetto che sta comparendo, che si sta coagulando sotto i nostri occhi» (Vescovo). Di seguito si riporta un commento dello stesso Cézanne:
(Paul Cézanne)

### Tra classicismo e Impressionismo
(Cézanne, lettera a Émile Bernard, 23 ottobre 1905)
La pittura cézanniana, in un certo senso, sottintende un confronto storico con due importantissime scuole artistiche precedenti: l'Impressionismo e il classicismo. Da una parte, infatti, si profilava il classicismo dei grandi maestri, i quali avevano dato vita a composizioni mirabilmente solide, armoniose, «ben composte», dove ogni forma si staglia in maniera nitida interconnettendosi saldamente con le altre, veicolando una sensazione di ordine e tranquillità. Per ottenere questi risultati, tuttavia, gli artisti classicisti avevano rinunciato a rendere al vivo l'impressione visiva, preferendo piuttosto applicare pedissequamente le convenzioni accademiche, anche se ciò avrebbe comportato delle composizioni per molti aspetti idealizzate. Gli Impressionisti, d'altro canto, grazie ai loro studi sulla luce, sul colore e sul modellato erano pervenuti a una pittura inedita, brillante, che rifuggiva dalla dettagliata registrazione delle apparenze operata dai grandi maestri, preferendo piuttosto cogliere le varie sensazioni visive con maggiore spontaneità e freschezza.
Se, da una parte, i pittori classicisti nelle loro solide armonie compositive non rispettavano l'apparenza reale delle cose, i pittori impressionisti - pur facendo svanire l'intellettualistico concetto di uno spazio esistente a priori della visione - avevano secondo il giudizio di Cézanne dato vita a composizioni confuse, dove tutto era risolto e dissolto in luce e tono e dove la chiarezza e il rigore raggiunto dai grandi maestri era definitivamente compromesso. L'arte di Cézanne, in tal senso, continua a rivolgersi agli antichi maestri, ma li aggiorna con le nuove scoperte impressioniste, dando così vita a quadri dove la natura è sì prensile ai valori cromatici e luminosi, eppure è salda, solida, riposante e tranquilla, quasi alla maniera di un Poussin (tanto che lo stesso pittore affermò di voler «faire du Poussin sur nature»). Quanto appena esemplificato è mirabilmente riassunto in un commento dell'Argan, il quale - nella sua Arte moderna - spiega come Cézanne abbia voluto dare avvio a «un nuovo classicismo, non più fondato sull'imitazione scolastica degli antichi, ma rivolto a formare una nuova, concreta immagine del mondo».

## Nella cultura di massa

### Cinema
- Nel film Emilio Zola (The Life of Emile Zola), diretto nel 1937 da William Dieterle, Cézanne è interpretato da Vladimir Sokoloff.
- Nel film Cézanne et moi, diretto nel 2016 da Danièle Thompson, Cézanne è interpretato da Guillaume Gallienne.
- Nel film Rodin, diretto nel 2017 da Jacques Doillon, Cézanne è interpretato da Arthur Nauzyciel.

### Documentari
- documentario Cézanne di Charles e Ray Eames (1978)
- documentario Cézanne: Conversation avec Joachim Gasquet di Danièle Huillet e Jean-Marie Straub (1989)
- documentario Cézanne: Three Colours Cézanne di Janice Sutherland (1996)
- documentario Omnibus - episodio A Day on the Mountain Ken Russell (1996)
- documentario Post-Impressionists: Cézanne di Bob Carruthers, Ronald Davis, Dennis Hedlund (2000)
- documentario Une visite au Louvre di Danièle Huillet e Jean-Marie Straub (2004)
- documentario Cézanne in Provence di Norman Allen e Jackson Frost (2006)